# Вешаловка
Ве́шаловка — село Новодеревенского сельсовета Липецкого района Липецкой области.
Образовалась в результате слияния двух селений — Вешеловки (позже поменялось на Вешаловку) и Знаменского. Первое из них возникло в конце XVII века, второе известно с середины XVIII века.
Название, вероятно, от слова вешний. Село расположено на пересохшей реке Сухая Лубна, в которую весной стекают вешние воды.

## Население
| 2010 | 2012 |
| ---- | ---- |
| 678  | ↗702 |

## Усадебный комплекс

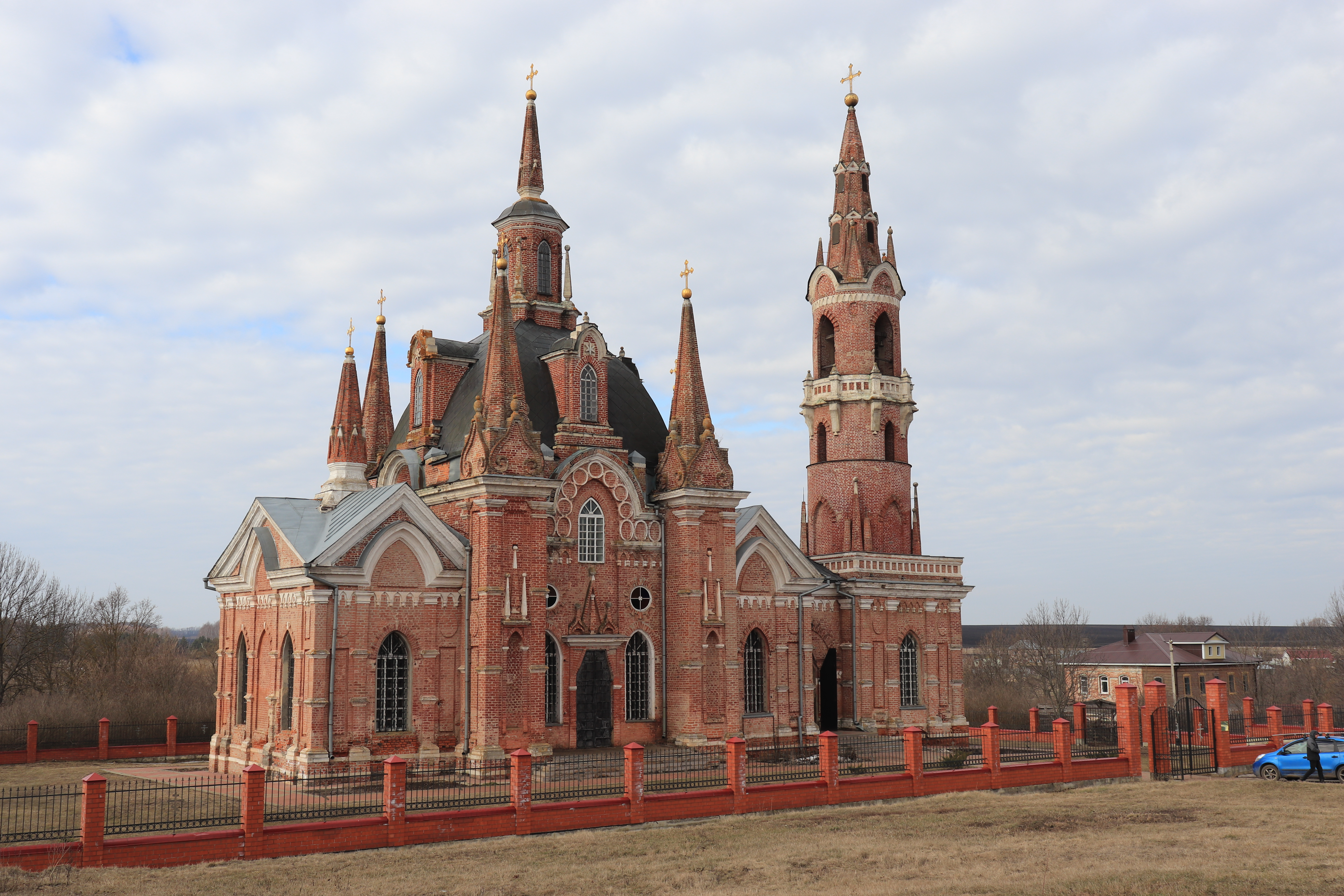
Церковь Знамения Божьей Матери

Главная достопримечательность Вешаловки — церковь Знамения Божьей Матери (Знаменская), заложена в 1768-м, но завершена лишь в 1794 году крепостными умельцами предположительно по проекту В. И. Баженова, однако подтверждающих документов не сохранилось. Знаменский храм построен в псевдоготическом стиле, не характерном для средней полосы России. Сегодня это — .
В 1804 году Татищевы (Яков Афанасьевич и его супруга Мария Дмитриевна, урожд. Еропкина, сестра московского военного губернатора П. Д. Еропкина) продали имение капитану артиллерии И. И. Кожину. Он возвёл дворец в едином с церковью стиле, разбил парк с прудом, построил фамильную усыпальницу. Единый усадебный комплекс сгорел в 20-е годы XX века. До наших дней дошла только его часть: церковь Знамения, часовня с родовой усыпальницей Кожиных (последние владельцы усадьбы), руины угловой башни большого дворца, запущенный плодовый сад, остатки парка, размытые плотины прудов.

## Известные уроженцы
Романовский, Владимир Захарович